# Kostas Sfikas
 (juillet 2020).
Si vous disposez d'ouvrages ou d'articles de référence ou si vous connaissez des sites web de qualité traitant du thème abordé ici, merci de compléter l'article en donnant les références utiles à sa vérifiabilité et en les liant à la section « Notes et références ».
Kostas Sfikas (né à Athènes en 1927, où il est mort le 25 mai 2009) est un acteur, metteur en scène et scénariste grec.

## Biographie
Kostas Sfikas commence à travailler comme commis des postes, en 1961. Cinéaste autodidacte, il débute avec le court métrage To spiti tis idonis. En 1962, il tourne le documentaire Egainia, en 1963. Il participe au scénario de Les Petites Aphrodites (Mikres Aphrodites) et, en 1968, de Thiraikos Orthros, un film réalisé avec Stávros Tornés. De sa vision du matérialisme dialectique au cinéma résulte le film expérimental Modelo (To μοντέλο), en 1974, qui est un long plan-séquence sur Le Capital, de Karl Marx. Mitropoleis, en 1975, et Allégorie (Alligoría), en 1986, sont également inspirés du marxisme. Kostas Sfikas tourne ensuite Les oiseaux prophétiques pleins d'inquiétude de Paul Klee (To profitiko pouli ton thlipseon tou Paul Klee), en 1995, et Promithefs enantiodromon, en 1998. À partir de 1976, il tourne plusieurs épisodes pour la série télévisée Paraskinio, comme Kata Markon evangelio (1979), To montaz tou Eisenstein (1983) ou Ο enigmatikos kyrios Ioulios Vern-Nemo - Alligoria II (1993). Kostas Sfikas est également acteur dans plusieurs films.
Modelo (1974) est un plan fixe, en négatif ou couleurs primaires, sans son. À gauche de l'image, une rangée de machines, à droite une allée avec un portique, au fond, une passerelle. Parfois des silhouettes monochromes traversent l'écran sur la passerelle ou dans l'allée ; des objets de couleurs circulent sur un tapis roulant. Il s'agit de la mise sur pellicule d'une œuvre philosophique, en l'occurrence Le Capital, de Karl Marx. Selon Savas Michaïl, dans un texte pour la rétrospective Sfikas au festival international du film de Thessalonique 1993, « Modelo est la durée même en film ». Le film montre l'accumulation du temps sur un produit, mesurant l'accumulation de la quantité de temps de travail et donc de valeur. Dans Allégorie en 1986, Kostas Sfikas évoque de façon postmoderniste, en se fondant sur le mot « allégorie » remontant dans la langue grecque à l'époque hellénistique, l'évolution dialectique de la Grèce à travers le temps, de l'Antiquité à l'époque byzantine puis aux années 1980.

## Récompenses
Avec ses films expérimentaux et d'avant-garde, il a remporté plusieurs prix, dont ceux du Festival international du film de Thessalonique et du Festival international de cinéma de Berlin. Modelo reçoit, en 1974, le prix du Meilleur film artistique au Festival du cinéma grec.

## Filmographie
Réalisateur
- 1961 : To spiti tis idonis, court-métrage dramatique.
- 1962 : Egainia, court-métrage documentaire.
- 1963 : Anamoni, court-métrage documentaire.
- 1968 : Thiraikos Orthros, court-métrage documentaire, coréalisé avec Stávros Tornés.
- 1974 : Modelo (To μοντέλο), film expérimental.
- 1975 : Mitropoleis.
- 1975 : To Aigaio mas, court-métrage documentaire.
- 1976 : Enas hronos, court-métrage documentaire.
- 1976-1993 : Paraskinio, série télévisée.
- 1977 : Mia seira grammatosimon, court-métrage documentaire.
- 1978 : Dianomeis, court-métrage.
- 1979 : Kata Markon evangelio.
- 1983 : To montaz tou Eisenstein.
- 1986 : Allégorie (Alligoria), avec Thomas Bontinas, Panos Chalkos et Mich. Galnakis, 120 min.
- 1993 : Ο enigmatikos kyrios Ioulios Vern-Nemo - Alligoria II.
- 1995 : Les oiseaux prophétiques pleins d'inquiétude de Paul Klee (To profitiko pouli ton thlipseon tou Paul Klee).
- 1998 : Promithefs enantiodromon.
- 2002 : I gynaika tis... kai o syllektis - Alligoria III.
- 2006 : Metamorfosi.

Scénariste
- 1961 : To spiti tis idonis, court-métrage policier dramatique.
- 1962 : Egainia, court-métrage documentaire.
- 1963 : Anamoni, court-métrage documentaire.
- 1963 : Les Petites Aphrodites (Mikres Aphrodites), drame romantique, coscénariste avec Vassilis Vassilikos, 88 min.
- 1968 : Thiraikos Orthros, court-métrage documentaire.
- 1968 : Kierion, film policier de Dimos Theos, avec Anestis Vlahos, Kyriakos Katzourakis et Eleni Theofilou.
- 1974 : Modelo (To μοντέλο), film expérimental.
- 1975 : Mitropoleis.
- 1977 : Mia seira grammatosimon, court-métrage documentaire.
- 1978 : Dianomeis, court-métrage.
- 1986 : Allégorie (Alligoria), avec Thomas Bontinas, Panos Chalkos et Mich. Galnakis, 120 min.
- 1995 : Les oiseaux prophétiques pleins d'inquiétude de Paul Klee (To profitiko pouli ton thlipseon tou Paul Klee).
- 1998 : Promithefs enantiodromon.
- 2002 : I gynaika tis... kai o syllektis - Alligoria III.
- 2006 : Metamorfosi.

Décorateur
- 1974 : Modelo (To μοντέλο), film expérimental.

Monteur
- 1974 : Modelo (To μοντέλο), film expérimental.

Acteur
- 1968 : Kierion, film policier de Dimosthenis Theos, avec Anestis Vlahos, Kyriakos Katzourakis et Eleni Theofilou.
- 1972 : Meta 40 meres, court-métrage.
- 1972 : Jours de 36 (Meres tou '36), drame historique.
- 1974 : Mi, court-métrage.
- 1976 : Diadikasia, film d'aventures dramatique de Dimosthenis Theos- Kinyras.
- 1977 : Ta hromata tis iridos, drame policier de Nikos Panayotopoulos - L'homme au parapluie.
- 1978 : Les fainéants de la vallée fertile (Oi tembelides tis eforis koiladas), comédie dramatique de Nikos Panayotopoulos.
- 1979 : Anatoliki perifereia, comédie.
- 1980 : Melodrama?, drame romantique de Nikos Panayotopoulos.
- 1981 : Oi dromoi tis agapis einai nyhterinoi, drame.
- 1982 : Jour de repos (Repo), comédie dramatique.
- 1987 : Olga, court-métrage.
- 1987 : I gynaika pou evlepe ta oneira, drame fantastique.
- 1987 : En perilipsei, court-métrage - Voix du narrateur.
- 1992 : Cinématon numéro 1567 de Gérard Courant - Autoportrait.
- 1995 : Meres orgis, ena rekviem gia tin Evropi, documentaire d'animation de Vassilis Mazomenos - Narrateur.
- 1996 : Une goutte dans l'océan (Stagona ston okeano), drame romantique d'Eleni Alexandrakis.
- 1996 : O thriamvos tou hronou , documentaire d'animation de Vassilis Mazomenos - Narrateur.
- 1996 : Ne me touche pas ! (Mi mou aptou), comédie dramatique de Dimitris Yiatzouzakis - Sotiris Sibouras.
- 1998 : Promithefs enantiodromon.
- 2000 : Fotagogos, court-métrage fantastique.
- 2001 : See No Evil, court-métrage.
- 2007 : Diethnes Festival Kinimatografou Thessalonikis - 11+1 kinimatografistes, documentaire télévisé - Lui-même.

Producteur
- 1975 : To Aigaio mas, court-métrage documentaire.
- 2006 : Metamorfosi.

Ingénieur du son
- 1968 : Thiraikos Orthros, court-métrage documentaire.

Compositeur
- 2002 : I gynaika tis... kai o syllektis - Alligoria III.